# Тензин Палмо
Джецунма Тензин Палмо (родилась в 1943 г.) — бхикшуни из линии Друкпа школы тибетского буддизма Кагью. Известна как автор, учитель и основательница женского монастыря Донгю Гацал Линг в Химачал-Прадеше, Индия. Наиболее известна как одна из очень немногих йогинь родом с запада, обучавшихся на Востоке, прожившая двенадцать лет в отдаленной пещере в Гималаях, три из которых — в строгом медитационном ретрите.
Вики Маккензи, написавшая о ней книгу под названием «Пещера в снегу», рассказывает, что она вдохновилась на написание книги, прочтя в буддийском жунале заявление Тензин Палмо: «Я дала обет достичь Просветления в женской форме — независимо от того, сколько жизней это займёт».

## Ранние годы
Родилась 30 июня 1943 года, в Вулмерс-парке, Хартфордшир, Англия. При рождении получила имя Дайан Перри. Хотя в её юности собрания спиритуалистов проводились в у неё дома, она не прониклась этой религией, но в 18 лет сильно заинтересовалась буддизмом, прочтя книгу в библиотеке. В 20 лет она переехала в Индию, где несколько месяцев преподавала английский язык в домашней школе молодых лам, прежде чем встретила своего коренного ламу, 8-го Хамтрула Ринпоче.

## Карьера
В 1964 году она стала второй западной женщиной, посвященной в традицию Ваджраяны, получив имя Друбгью Тензин Палмо, или «Славная леди, которая придерживается доктрины практической преемственности». Изначально посвящение было произведено в сан шраманери — начинащей монахини. В то время это был наивысший ранг, который ей могли присвоить. С получением звания бхикшуни — полностью посвящённой монахини, были значительные трудности, связанные с тем, что по традиции, этот в этот сан должны производить монахини, которым он уже присвоен, но в то время таковых не было, так как до прихода в буддизм Тензин Палмо, современный буддизм знал мало монахов женского пола. Однако при поддержке своего учителя в 1973 году Тензин Палмо получила полное посвящение в бхикшуни в Гонконге, став одной из первых западных женщин, достигнувших этого.
Жизнь в монастыре Хамтрула Ринпоче в качестве единственной монахини среди 100 монахов дала Тензин Палмо непосредственный опыт дискриминации, проявлявшейся в жестком ограничении доступа монахини к информации, которая в то же время свободно передавалась мужчинам. Стремясь получить наставления, она была разочарована тем фактом, что её не допускали к большинству монашеских занятий из-за мизогинистских предрассудков. Она рассказывает:

Когда я впервые приехала в Индию, я жила в монастыре со 100 монахами. Я была единственной монахиней… Думаю, именно поэтому я в конце концов перешла жить в пещеру одна… Монахи были добрыми, и у меня не было проблем с сексуальными домогательствами или подобными проблемами, но, конечно, я была к сожалению, в женской форме. На самом деле они сказали мне, что молились, чтобы в следующей жизни мне выпала удача переродиться мужчиной, чтобы я могла участвовать во всех мероприятиях монастыря. Между тем, сказали они, они не слишком сильно обвиняли меня в том, что у меня было это низшее перерождение в женской форме. Это была не моя вина.
Оригинальный текст (англ.)When I first came to India I lived in a monastery with 100 monks. I was the only nun... I think that is why I eventually went to live by myself in a cave... The monks were kind, and I had no problems of sexual harassment or troubles of that sort, but of course I was unfortunately within a female form. They actually told me they prayed that in my next life I would have the good fortune to be reborn as a male so that I could join in all the monastery's activities. In the meantime, they said, they didn't hold it too much against me that I had this inferior rebirth in the female form. It wasn't too much my fault.

Этот этап длился шесть лет. Затем Тензин Палмо покинула монастырь по совету своего учителя и отправилась в Лахаул в верховьях Индийских Гималаев, где она в конечном итоге зайдёт в пещеру и погрузится в непрерывную интенсивную духовную практику.

## Пещера
В 1976 году Тензин Палмо начала жить в пещере в Гималаях размером 3 метра в ширину и 1.8 метров в глубину, оставаясь там в течение 12 лет, три из которых она находилась в полном уединении. Пещера находилась высоко в отдаленном районе Лахаул в Индийских Гималаях, на границе Химачал-Прадеша и Тибета. Во время ретрита она выращивала себе еду в грунте у входа в пещеру и практиковала глубокую медитацию, основанную на древних буддийских методах. В соответствии с протоколом, она никогда не ложилась и спала в традиционной деревянной коробке для медитации в медитативной позе всего по три часа в сутки. Последние три года прошли в полной изоляции. Она пережила температуры ниже −35 ° C и снегопады в течение шести-восьми месяцев в году.

## Активизм
Тензин Пальмо вышла из пещеры в 1988 году и отправилась в Италию, поскольку из-за проблем с визой ей пришлось покинуть Индию. После своего ретрита Тензин Палмо взялась за продвижение равных прав и возможностей для буддийских монахинь. В подтверждение этого она провела несколько лет, путешествуя по миру и собирая средства для нового буддийского женского монастыря, как просил её коренной лама. В 2000 году был открыт женский монастырь Донгю Гацал Линг с целью предоставления образования и обучения женщинам из Тибета и приграничных районов Гималаев. В этом женском монастыре Тензин Палмо также планирует восстановить вымершую линию тогденм, орден йогини Друкпа Кагью.
Тензин Палмо является членом «Комитета западных бхикшуни» из шести человек, организации старших западных монахинь, которую поддерживают два советника из Тайваня — дост. Бхиксуни Хэн-цзин Ши, профессор философии Тайваньского национального университета и дост. Бхикшуни Ву-инь, Мастер Винаи. Он был сформирован осенью 2005 года, после того как Далай-лама сказал Бхикшуни Джампе Цедроену, что западные бхикшуни должны принимать более активное участие в содействии установлению посвящения бхикшуни в тибетской традиции.

## Признание
16 февраля 2008 года Тензин Палмо получила титул Джецунма (преподобная дама) в знак признания её духовных достижений в качестве монахини и её усилий по продвижению статуса женщин-практикующих в тибетском буддизме главой линии Друкпа, 12-м Гьялванг Друкпа.

## Документальный фильм
An English Woman Who Becomes a Buddhist Monk! на YouTube — документальный фильм о жизни Тензин Палмо с подробностями её биографии, кадрами из мест событий и интервью с монахиней.